# Kolokvinta obecná

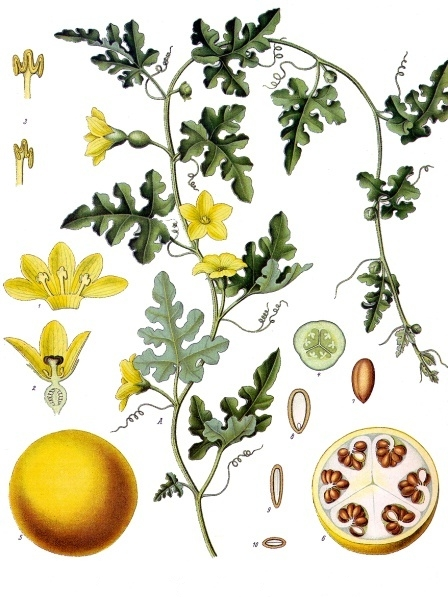
Nákres rostliny

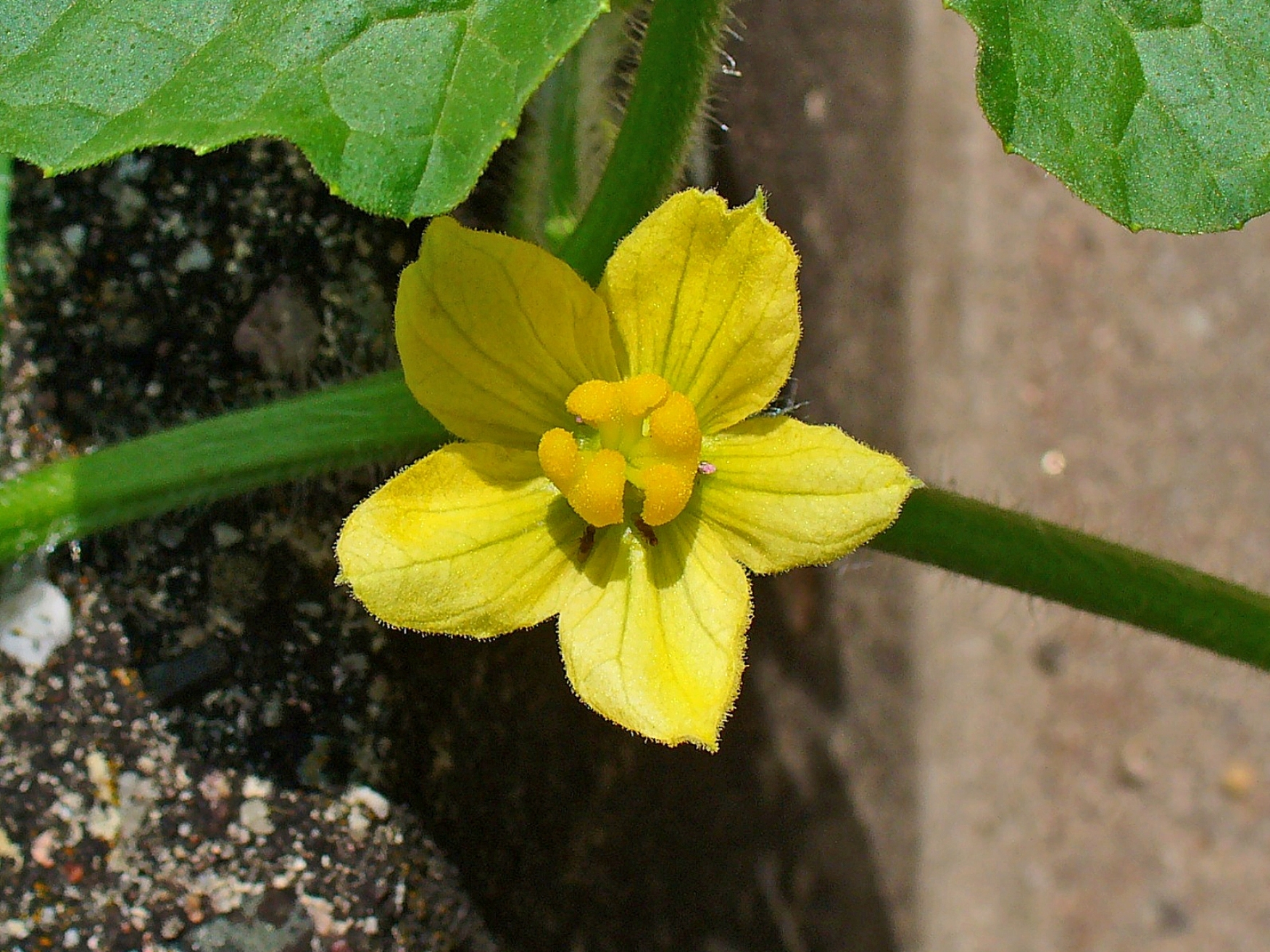
Samičí květ

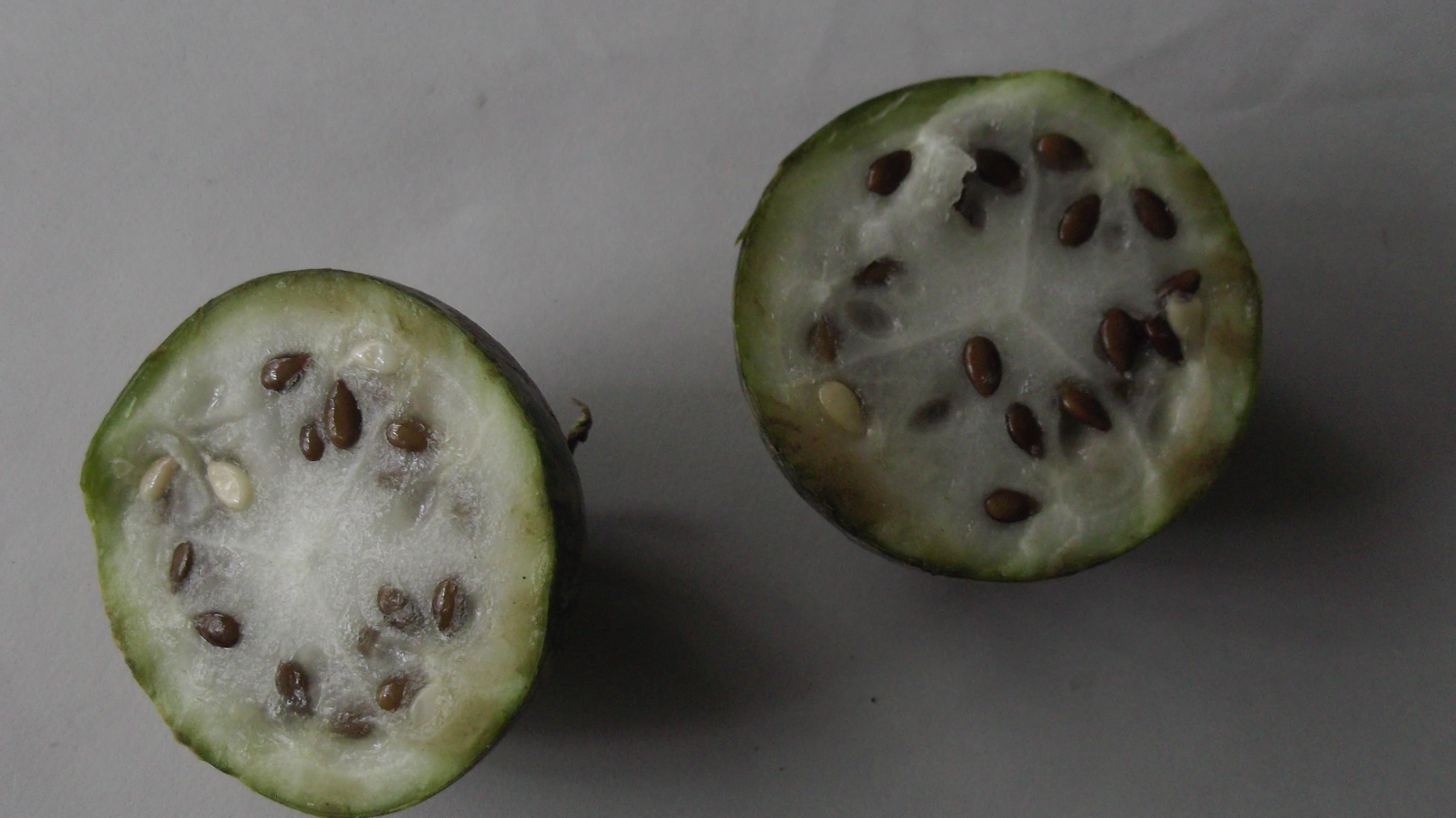
Rozpůlený plod

Kolokvinta obecná (Citrullus colocynthis) je teplomilná bylina rostoucí v písčitých, polopouštní oblastech. Má jednopohlavné květy, je rostlinou jednodomou, na jednom exempláři vyrůstají samčí i samičí květy. Je svým vzrůstem podobná lubenici obecné (Citrullus lanatus), která je rozšířena v teplejších části Evropy a plodí vodní melouny. Kolokvinta obecná, která původně měla vědecké jméno Colocynthis citrullus, však plodí malé, tvrdé, pro lidi běžně nejedlé plody s hořkou dužinou a mnoha semeny.

## Výskyt
Oblast odkud tato rostlina pochází se rozprostírá na suchých evropských, asijských i afrických územích obklopujících Středozemní moře, dále na Kavkaze, Blízkém východě, Arabském poloostrově, v místech bývalého rozlehlého Kaspického moře, včetně části Střední Asie a indického subkontinentu i v Indočíně. Již v dávné minulosti byla rozšířena do některých států západní i severovýchodní tropické Afriky i na africké i západoasijské ostrovy. V současnosti se také vyskytuje jako plevelná rostlina v  Americe i Austrálii.

## Ekologie
Roste hlavně v  savanách a suchých, až polopouštních územích, kde se může vyskytovat i na nestabilních, písčitých, větrem přesunovaných půdách. Je bylinou, která umí dobře hospodařit i s minimem vláhy, v době momentální půdní vlhkosti semeno vyklíčí a pak již rostlina roste bez potřeby většího množství vláhy a lidského zásahu. Je v podstatě popínavá rostlina, která případný poblíž rostoucí plevel popne a širokými listy mu zastíní sluneční svit a tak jej zadusí, je schopná se lodyhami vyšplhat i na nově navátý nevysoký přesyp.
U této byliny jsou pro dobrý růst a vytvoření plodů uváděné tři základní podmínky: písčitá půda, teplé klima a málo vlhkosti. Počet a velikost vytvořených plodů se zvyšuje při suchém, slunečném období a naopak klesá při nadměrném dešti a vysoké vzdušné vlhkosti. Rostlina nejlépe prosperuje při průměrné roční teplotě od 15 do 28 °C, dešťových srážkách od 250 do 370 mm, v propustné hlinito písčité půdě s pH 5,0 až 7,8 a do nadmořské výšky 1500 m n. m. Při poklesu teploty k +5 °C se její růst zastaví a při déletrvajícím chladu rostlina uhyne.

## Popis
Víceletá, xerofytní, plazivá nebo příležitostně popínavá rostlina s rozvětvenými, srstnatě chlupatými lodyhami dlouhými až 1 m, vyrůstající z dřevitého, do široka rozprostřeného hlízovitého kořene, který napomáhá přečkat déletrvající období sucha. Pevné lodyhy s jednoduchými úponky jsou střídavě porostlé dlouze řapíkatými, chlupatými listy. Jejich čepele dlouhé 5 až 10 cm a 2 až 6 cm široké jsou v obryse srdčitě vejčité, jednou až dvakrát dlanitě peřenodílné až peřenosečné a se třemi až sedmi tupými laloky.
Zelenožluté, pětičetné, široce zvonkovité květy s obvejčitými listeny vyrůstají na stopkách dlouhých 2 až 4 cm jednotlivě z paždí listů. Kališní lístky jsou zelené a dlouhé 5 až 7 mm, korunní lístky žluté barvy velké 8 až 10 mm jsou vejčité a laločnaté. Samčí květ má pět tyčinek, dvě a dvě jsou srostlé a jedna je volná a ve středu je zakrslý pestík produkující nektar. Samičí květ má chlupatý spodní semeník srostlý ze tří plodolistů, pestík se sloupkovitou čnělkou s trojitou bliznou a tři rudimentální patyčinky. Opylování zajišťuje létající hmyz.
Plod je oválná až téměř kulovitá bobule 5 až 10 cm velká s pokožkou nejprve zelenou se žlutavými skvrnami uspořádanými do pruhů a později v plné zralosti žlutou. Vnější slupka bobule je tenká a kožovitá, vnitřní část je světle žlutá, dužnatá, šťavnatá a velmi hořká. Obsahuje mnoho hnědých vejčitých, asi 6 mm velkých semen, která jsou uložená v měkké a lehké bílé vláknité buničině, plod obvykle obsahuje ve třech oddílech po šesti semenech. Na jedné rostlině dozrává patnáct až třicet plodů.

## Význam
Plody byly již v  antice používané v tradiční medicíně. Dužina plodů sloužila jako silné projímadlo, proti parazitům, jako lék na nemoci žlučníku, močových cest, při vodnatelnosti a proti nádorům v oblasti břicha i jako prostředek proti následkům žloutenky. Ještě v 19. století byly oloupané a usušené plody dodávané do lékáren pod názvem "poma coloquinthidis". Současné výzkumy prokázaly, že její dužina obsahuje sloučeniny s účinkem protinádorovým (cucurbitacin a glukosid beta-sitosterol) i antibakteriálním (colocynthin a colocynthetin), jakož i mnohé pryskyřice, glukosidy a glykosid citrullol. Pro lékařské účely se dosud pěstuje např. ve Španělsku, na Kypru a v Indii.
Pro tyto účely se plody sbírají ne zcela zralé, oloupou se a usuší na slunci. Pak se suchá, lehká buničitá dřeň (tvoří jen 25 % a semena 75 % hmotnosti usušeného plodu) rozdrtí na prášek, který bývá používaný přímo v malých dávkách k léčení nebo se dále farmaceuticky zpracovává. Obsahuje i potenciálně toxické sloučeniny a po požití většího množství může být tento lék lidskému zdraví i nebezpečný. Uvádí se, že 1,5 čajové lžičky prášku bývá již smrtelná dávka. Očištěná semena jsou nahořklá, mají oříškovou příchuť, obsahují mnoho bílkovin a 30 až 45 % světle žlutého oleje užívaného v domácnostech, například pro výrobu mýdla. Semena se také melou a přidávají do mouky pro přípravu tamního chleba.
Prášek je velmi hořlavý a v Arábii je používán na podpal při rozdělávaní ohně. V Indií se rostlina vysazuje na zpevnění písčité půdy před přesuny větrem. Plody bývají v období sucha a nedostatku vhodnější stravy i potravou pro některá volně žijící býložravá zvířata. Výtěžnost oleje ze semen může činit až 3000 kg na hektar plochy přihnojované organickými hnojivy, což z kolokvinty obecné činí i potencionálně využitelnou olejodárnou rostlinu, hlavně s ohledem na nehostinné půdní a klimatické podmínky ve kterých roste a na minimální vstupní náklady.

## Galerie

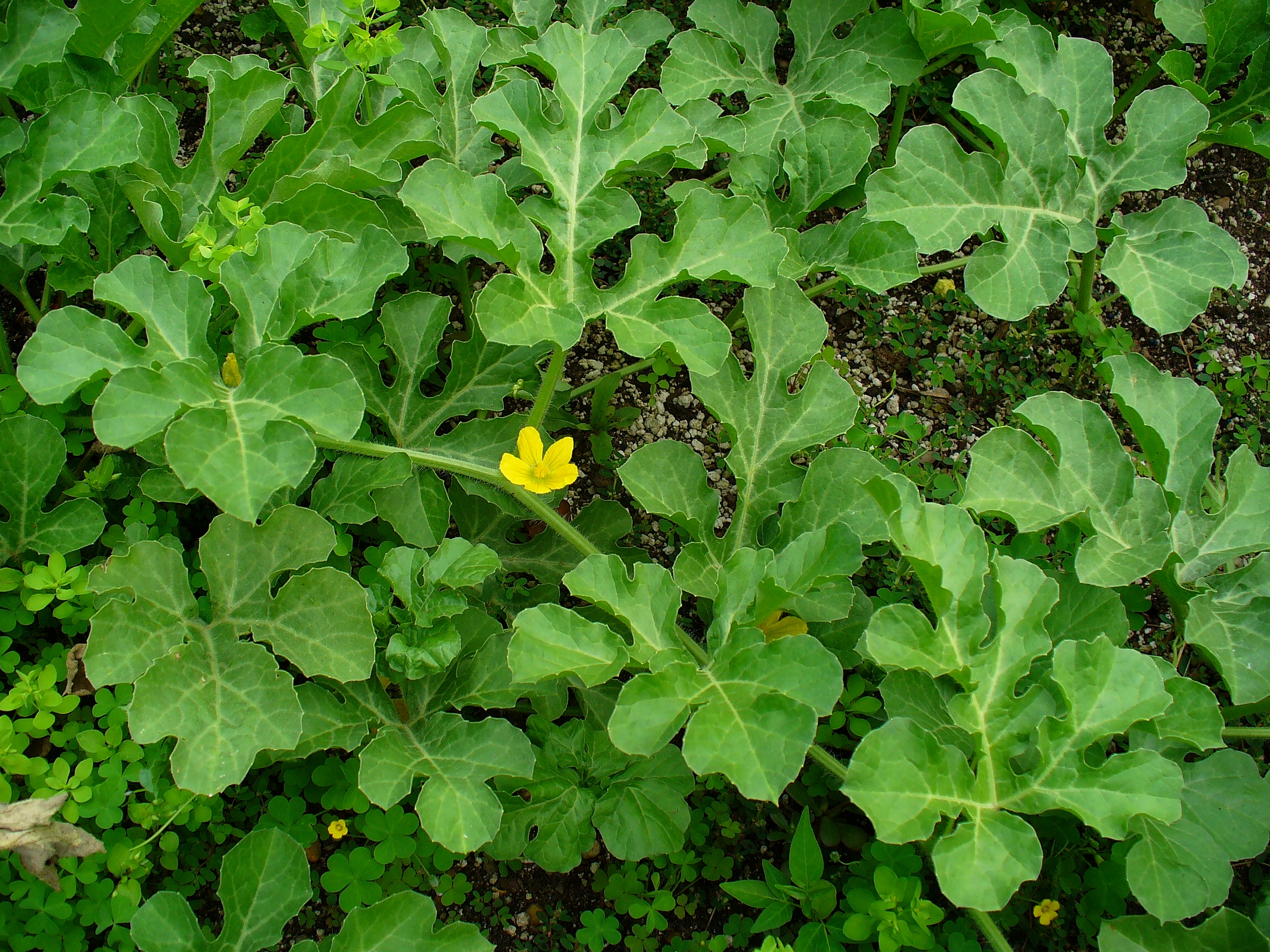
Mladé listy začátek vegetace
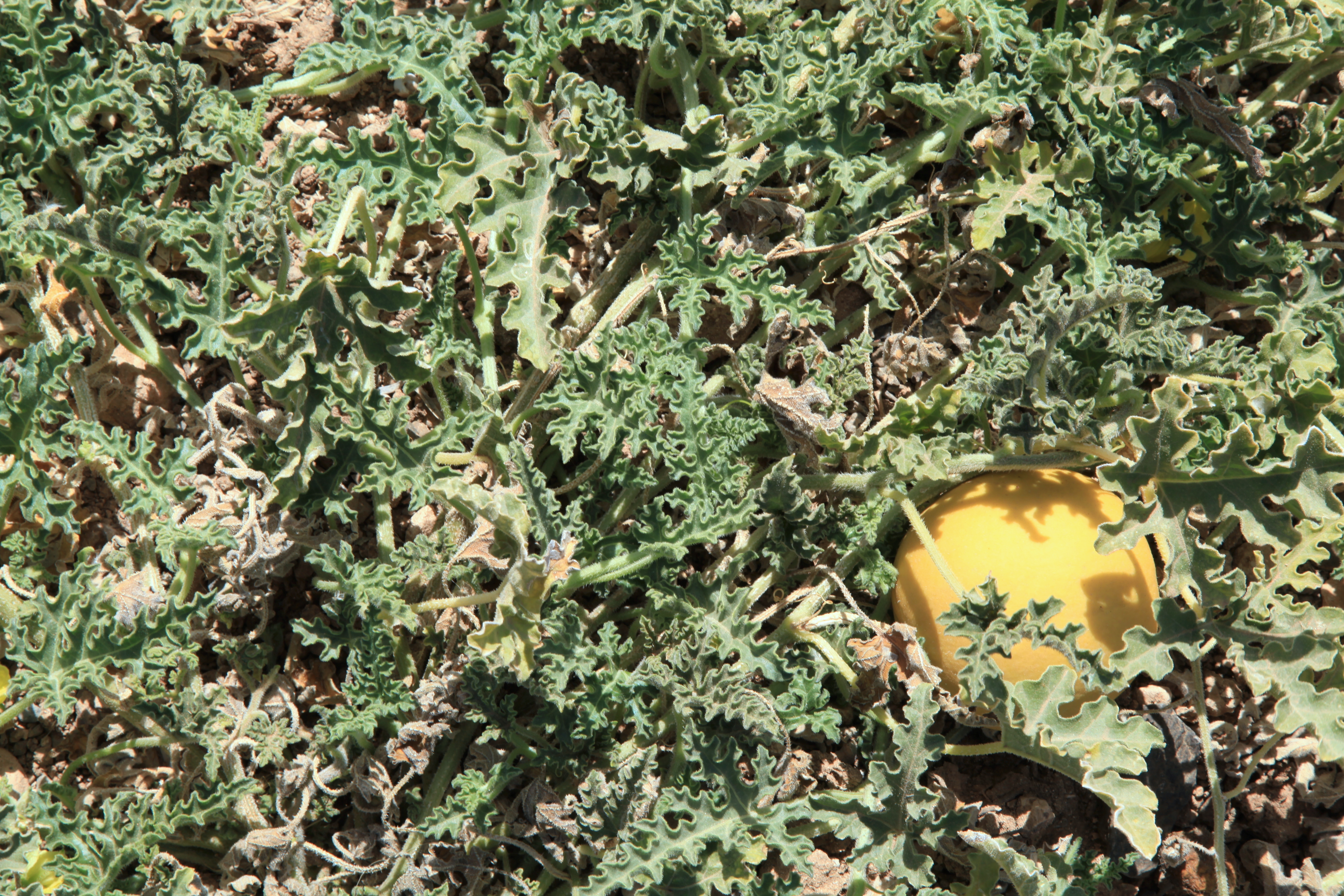
Usychající listy
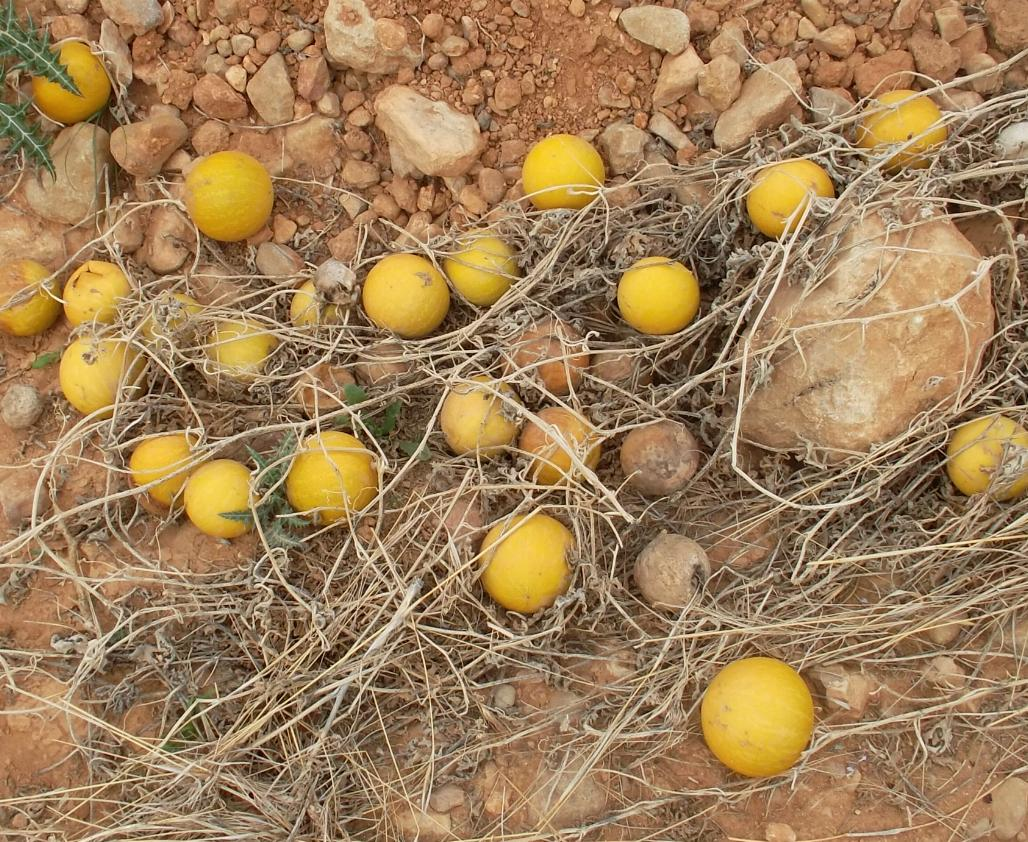
Suché listy konec vegetace
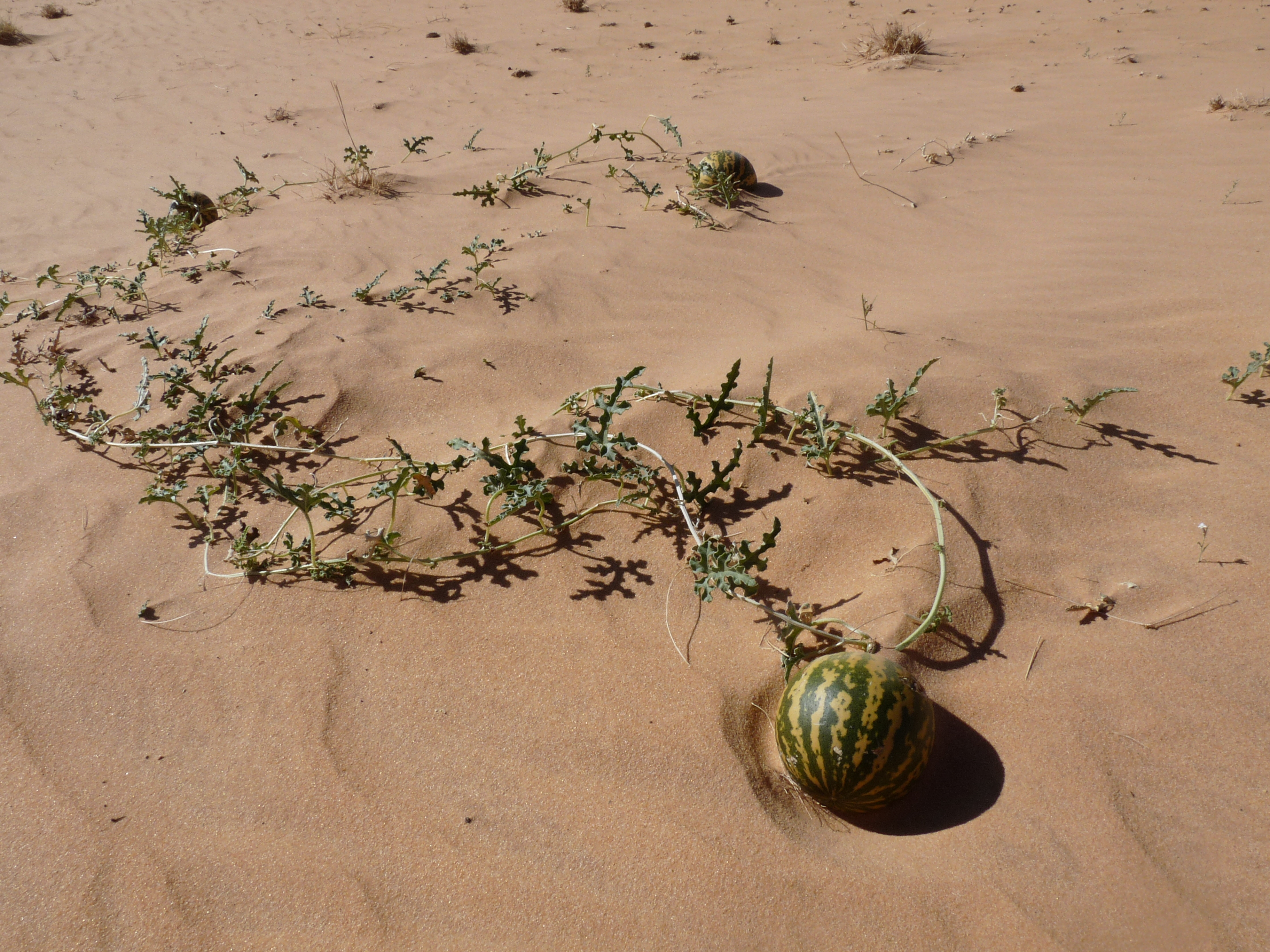
Kolokvinta obecná v písečné půdě